# Stazione di Reggio Stadio
La stazione di Reggio Stadio è una fermata ferroviaria di Reggio Emilia, sulla ferrovia Reggio Emilia-Guastalla. Serve il Mapei Stadium, lo stadio principale della città di Reggio Emilia.
È gestita da Ferrovie Emilia Romagna (FER).

## Galleria d'immagini

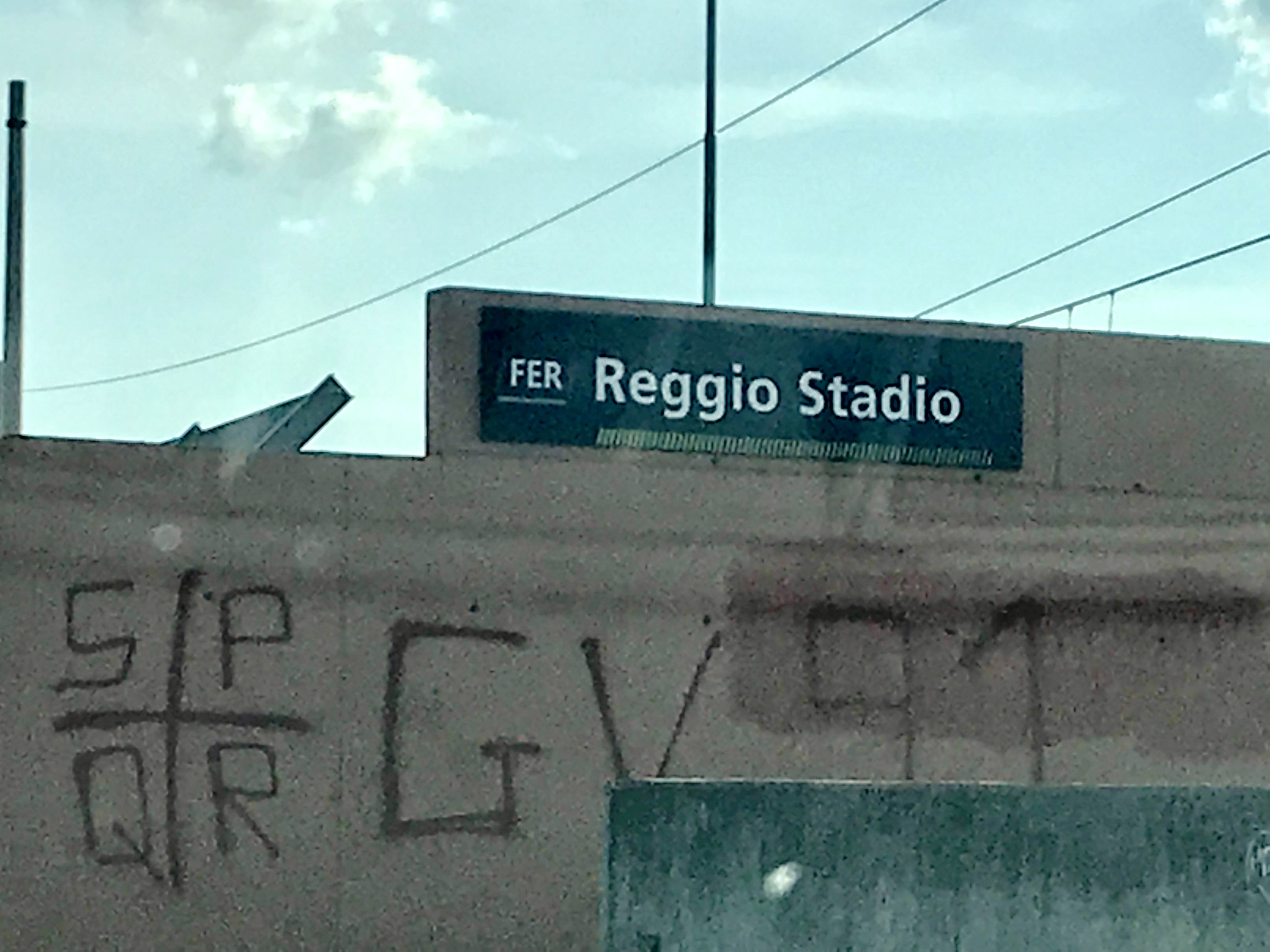
Il cartello che riporta il nome della fermata
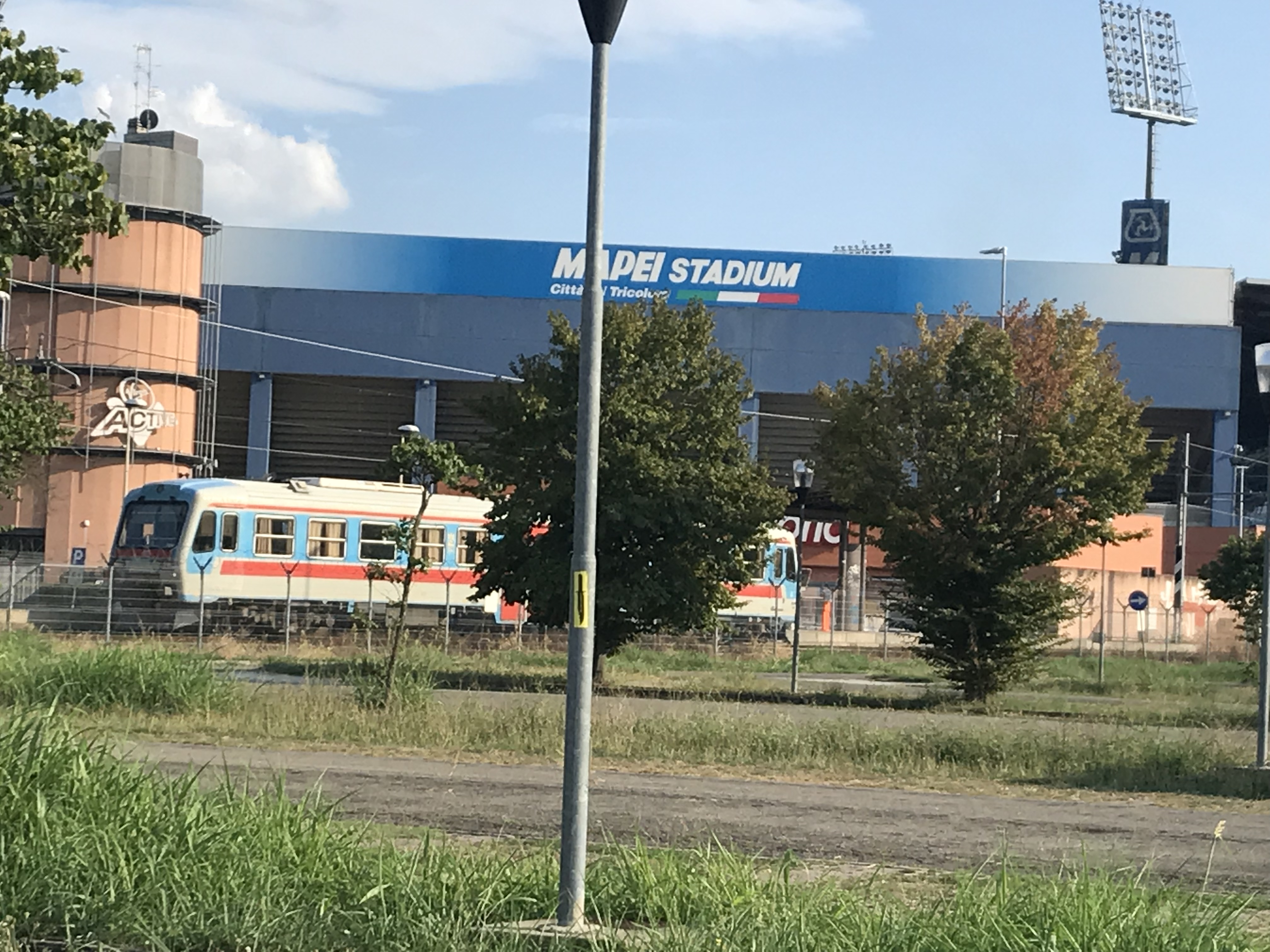
Un treno regionale in transito dalla fermata
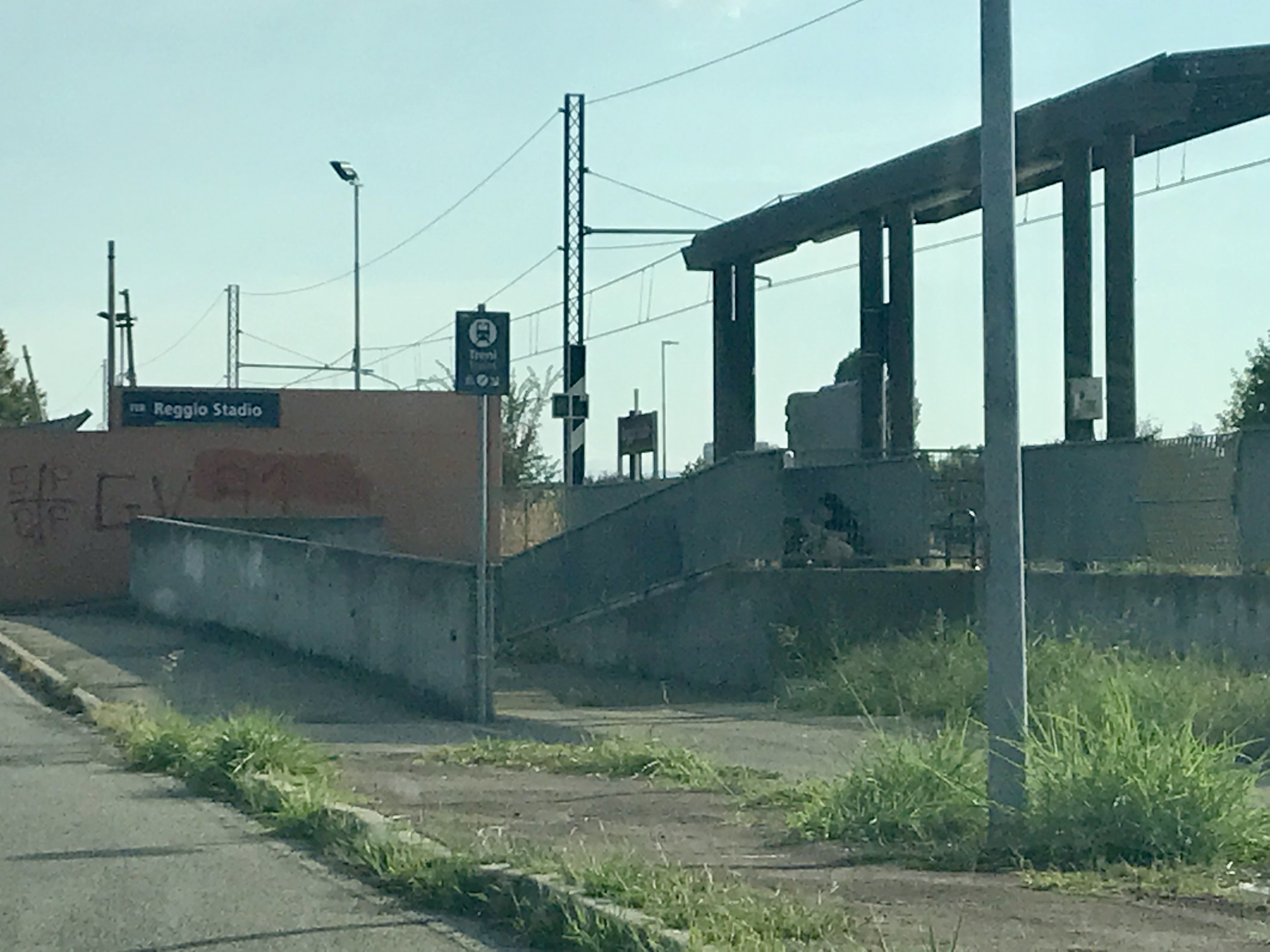
La fermata vista da piazzale Angelo Battelli
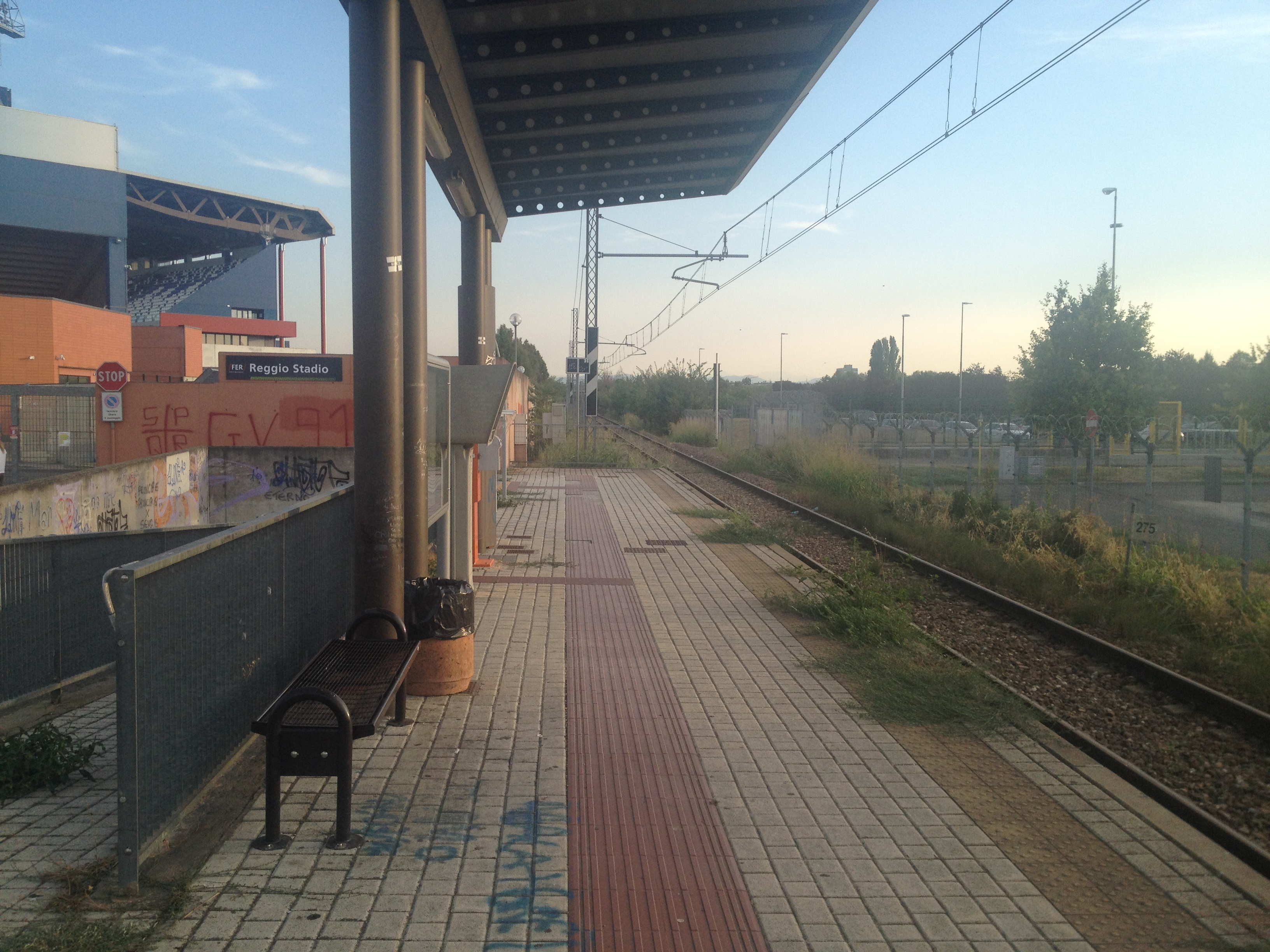
Stazione di Reggio Stadio. Pensilina

## Strutture e impianti
La fermata è dotata di un unico binario, servito da un marciapiede alto (55 cm), che consente l'incarrozzamento a raso. Non sono presenti sottopassi.
Il sistema di informazioni ai viaggiatori è esclusivamente sonoro, senza tabelloni video di stazione.

## Movimento
La stazione è servita da treni regionali svolti da Trenitalia Tper nell'ambito del contratto di servizio stipulato con la regione Emilia-Romagna.
A novembre 2019, la stazione risultava frequentata da un traffico giornaliero medio di circa 117 persone (58 saliti + 59 discesi).